# Zsigmond Ferenc (emlékíró)
Zsigmond Ferenc (Szentivánlaborfalva, 1918. december 5. – Marosvásárhely, 2008. szeptember 12.) erdélyi magyar emlékíró.

## Életútja
Középiskolai tanulmányait a kolozsvári Unitárius Főgimnáziumban végezte (1938–41); ugyanott az Unitárius Teológia hallgatója volt. Közben 1942–44 között színművészeti tanulmányokat is folytatott a budapesti Színművészeti Főiskolán, ahol 1944-ben színészi és előadóművészi képesítést szerzett. Harctéri szolgálat és szovjet hadifogság után 1948-ban tért haza. Elvégzett egy vezetőképző tanfolyamot és utána az MNSZ keretében a magyar sajtó országos felelőse; a kolozsvári Magyar Művészeti Intézet egyik létrehozója, 1950-től főtitkára. Utódintézményének, a Szentgyörgyi István Színművészeti Intézetnek 1957-ig szintén főtitkára volt, az 1954-ben Marosvásárhelyre áttelepült főiskolán 1957-től tanársegéd (közben 1957–60 között a Maros Magyar Autonóm Tartomány művészeti felügyelője), 1960–84 között, nyugdíjazásáig a Szentgyörgyi István Színművészeti Intézet Stúdiószínházának irodalmi titkára. 1987-ben a kolozsvári Protestáns Teológián a beszédművészet meghívott továbbképző előadója; 1988-tól az unitárius Egyházi Főtanács tagja, ugyancsak 1988-tól a Maros–Küküllő-i Unitárius Egyházkör felügyelő gondnoka.
1949–84 között kb. 180 műsorfüzetet és színlapot szerkesztett; színházi vonatkozású cikkeit, útirajzait 1954–85 között A Hét, Új Élet, Korunk, Utunk, Romániai Magyar Szó, Erdélyi Figyelő közölte. A színművészeti főiskola 40. évfordulója után megírta annak történetét; a kézirat egy részletét a Korunk közölte (1980/5). Kántor Lajos és Kötő József színháztörténeti kötete számára összeállította a színművészeti főiskola stúdiószínházának műsorrendjét.

## Kötete
- Hadifogságban. Naplótöredékek, emlékfoszlányok 1944–1948 (emlékirat, Bukarest, 1995).